# Tanju Tuncel
Tanju Tuncel (eigentlich Tanju Tunçel, * 1940 in Adana; † 15. Juli 2023 in Istanbul) war eine türkische Schauspielerin.

## Biografie
Tanju Tuncel wurde 1940 in Adana geboren. Ihr richtiger Name lautet Tanju Tunçel. Aufgrund ihrer Ausspracheschwierigkeiten hat ihren Namen in „Tuncel“ geändert. Sie besuchte das Erenköy Kız Lisesi. Danach studierte sie an der Universität Istanbul. Ihr Debüt gab sie 1967 in dem Film Samanyolu. Zudem spielte Tuncel in zahlreichen Filmen und Serien mit. Bei dem 30 dies Festival de cinema fantàstic a Andorra erhielt sie für den Film Muska eine Auszeichnung als Beste Schauspielerin. Tuncel starb am 15. Juli 2023 im Alter von 83 Jahren an einer COPD-Erkrankung. Ihre Beerdigung fand in der Galip Paşa Camii statt.

## Filmografie (Auswahl)
- 1967: Samanyolu
- 1981: Zaman Mekan Makinesi
- 1982: Gülsüm Ana
- 1983: Ve Recep Ve Zehra Ve Ayşe
- 1983: Üç İstanbul
- 1987: Mesela Muzaffer
- 1989: Uçurtmayı Vurmasınlar
- 1997: Sıdıka
- 2005: Mektup
- 2005: Sevda Tepesi
- 2009: Çıngıraklı Top
- 2010: Eyyvah Eyvah
- 2011: Türkan
- 2011: Eyyvah Eyvah 2
- 2013: 10. Köy Teyatora
- 2014: Guruldayan Kalpler
- 2014: Muska
- 2014: Eyyvah Eyvah 3
- 2015: Geniş Aile: Yapıştır
- 2015: Sarıkamış Çocukları
- 2018: Aşk Bu Mu?
- 2018: Babamın Kemikleri[1]